# Hannah Montana (3.ª temporada)
A terceira temporada do sitcom norte-americano do Disney Channel, Hannah Montana, foi ao ar de 2 de Novembro de 2008 à 14 de Março de 2010. As filmagens começaram um dia depois do Teen Choice Awards de 2008. A 3ª temporada de Hannah Montana foca-se mais em como os personagens cresceram desde as temporadas anteriores. Oliver e Lilly começam a namorar a partir do episódio What I Don't Like About You (no Brasil, Coisas que eu odeio em você). Mais tarde, Lilly começa a morar com os Stewarts. No fim da temporada, os Stewarts e Lilly saem de Malibu, enquanto Oliver se prepara para sair em turnê com uma banda. Esta foi a última temporada a ser filmada em (SD).

## Sequência de Abertura
Para a terceira temporada, houve uma mudança radical na abertura. Essa reformulação aconteceu devido a grande mudança ocorrida no visual de Hannah Montana para a temporada. Ela adotou um novo estilo, e com isso, a abertura mudou. Na nova versão, um espécie de telão mostra cenas da série e de cada personagem individualmente, enquanto o nome de seus intérpretes aparecem na parte inferior. Novas cenas do show gravado para promover a trilha sonora são colocadas junto, e ao fim da sequência, é apresentado o nome dos criadores. Houve ainda (apenas nos Estados Unidos) a criação de uma abertura diferente para o especial "Feiticeiros a Bordo com Hannah Montana", que uniu todas as séries que fizeram parte do show.

## Elenco
O elenco principal da 3ª temporada manteve-se o mesmo da temporada anterior. Hayley Chase, Romi Dames, David Koechner e Cody Linley, todos estes respectivamente, repetiram seus papéis como Joannie, Traci Van Horn, Tio Earl e Jake Ryan em pelo menos um episódio. A personagem recorrente da segunda temporada, Mikayla, interpretada por Selena Gomez, não faz nenhuma aparição nesta temporada. Além disso, Roxy Roker, interpretada por Frances Callier, foi omitida, apesar de ter sido produzido um episódio da 2ª temporada enfatizando sua importância para Miley/Hannah, depois de Roxy trabalhar para o presidente e estar em uma parte importante da 2ª temporada, no episódio "We're All on This Date Together".

## Música
A nova versão de "The Best of Both Worlds" foi utilizada tanto para o filme, como para a seqüência de abertura, e foi cantada na temporada, no concerto de Hannah Montana 3, em 2008. Esta versão é maior que a original, com alguns segundos a mais. A versão completa é destaque na trilha sonora de Hannah Montana: O Filme, mas não é apresentada na trilha de Hannah Montana 3.
Ver artigo principal: Hannah Montana 3
Lançada no dia 5 de julho de 2009, traz ao todo 13 canções. Participações de David Archuleta, Corbin Bleu e Mitchel Musso.

## Elenco

### Principal
- Miley Cyrus, como Miley Stewart/Hannah Montana
- Emily Osment, como Lilly Truscott/Lola Luftnagle
- Mitchel Musso, como Oliver Oken/Pedro Stallone III
- Jason Earles, como Jackson Stewart
- Moises Arias, como Rico Suave
- Billy Ray Cyrus, como Robby Ray Stewart

### Participações Especiais
- Cody Linley como Jake Ryan
- David Archuleta como ele mesmo
- Drew Roy como Jesse
- Dylan Sprouse como Zack Martin
- Cole Sprouse como Cody Martin
- Brenda Song como London Tipton
- Debby Ryan como Bailey Pickett
- Phill Lewis como Sr. Moseby

## Episódios
A 3ª Temporada da série estreou no dia 2 de Novembro de 2008, como parte do "New in November", do Disney Channel americano, ou seja, como novidade do mês, e celebrou a premiere da terceira temporada.
"Uptight (Oliver's Alright)", o 23º episódio da temporada, usou cenas do último episódio da 2ª temporada, No Sugar, Sugar, que foi censurado nos Estados Unidos. Partes do episódio foram re-escritas e re-filmadas para a nova versão, que levanta a questão do diabetes tipo 1, sendo este exibido no dia 20 de Setembro de 2009.
- Miley Cyrus, Emily Osment e Jason Earles estão em todos os episódios.
- Mitchel Musso está ausente em seis episódios.
- Billy Ray Cyrus está ausente em três episódios.
- Moises Arias está ausente em sete episódios.

| #. | Títulos                                                                                      | Estreias                                                           | Código de Prod. | Audiência Original (em milhões) |
| --- | -------------------------------------------------------------------------------------------- | ------------------------------------------------------------------ | --------------- | ------------------------------- |
| 56 (1) | "Ele Não É Um Gato, Ele É Meu Irmão" "He Ain't a Hottie, He's My Brother"                    | 2 de Novembro de 2008 18 de Março de 2009                          | 302             | 5.5                             |
| Miley tem um sonho em que Lilly quase beija Jackson. Quando diz à Lilly, ela revela que tem uma quedinha por ele, e isso deixa Miley chocada. Ela diz a Jackson, e ele admite que gosta de Lilly também. Para mantê-los separados, Miley conta a eles que um não gosta do outro, mas sua consciência a incomoda e ela então admite que os dois se gostam. Lilly e Jackson tornam-se namorados, e então Miley acorda, percebendo que tudo foi um sonho. De volta à realidade, ela pergunta à Lilly se ela gosta de Jackson, e para alívio da Miley, ela diz que não. Ausente: Moises Arias como Rico Participações especiais: Terry Rhoads como Mack e Leigh-Allyn Baker ("Will & Grace") como Mickey Canções da Hannah apresentadas: "Let's Get Crazy", "Nobody's Perfect", "True Friend", "We Got the Party" e "Supergirl" |                                                                                              |                                                                    |                 |                                 |
| 57 (2) | "Preparar, Apontar, Não Dirija!" "Ready, Set, Don't Drive!"                                  | 9 de Novembro de 2008 22 de Fevereiro de 2009                      | 301             | 4.9                             |
| Miley decide tirar sua carteira de motorista, mas expulsa seu professor de direção, porque ele sujou seu carro novo. Miley fica aliviada porque só contou à Lilly que ia tirar a carteira, mas Lilly disse à Oliver. Então Oliver diz a todos que Miley tirou sua carteira primeiro. Para provar isso, Miley diz a todos que ela vai de carro até a festa na praia. Depois, ela recebe a carteira de motorista como Hannah Montana. Então, ela é parada por um policial, e quando ela mostra a carteira como Hannah Montana, estando como Miley, ela tem de provar ao policial que realmente é Hannah Montana. O policial não acredita nela, e pede que sua filha veja se ela realmente é Hannah Montana, fazendo-lhe perguntas que são impossíveis de responder, até mesmo para Miley. A menina não fica convencida, até Miley cantar para ela. Participações especiais: Shanica Knowles como Amber Addison, Anna Maria Perez de Tagle como Ashley Dewitt, Wayne Wilderson como Policial Diaria, Sydney Park como Kelsey, Ernie Grunwald como Ed e Nicole Randall Johnson como Lorraine Notas: Miley (em diferentes cenas) acaba cantando uma paródia de "Rock Star" e um trecho de "The Best of Both Worlds" Canções da Hannah apresentadas: "Rock Star" e "The Best of Both Worlds (canção)". |                                                                                              |                                                                    |                 |                                 |
| 58 (3) | "Não Vá Quebrando o Meu Dente" "Don't Go Breaking My Tooth"                                  | 16 de Novembro de 2008 1 de Abril de 2009                          | 303             | 4.6                             |
| Quando Miley percebe que tem que ir ao dentista, porque perdeu uma restauração, ela insiste em ir sem o seu pai, para mostrar que ela cresceu. No entanto, ela fica com medo e sai, mas não admite para seu pai. Hannah está programada para ser convidada-estrela em um programa de comida famoso, mas tenta evitar comer qualquer coisa dura. No entanto, ela come um amendoim frágil e, em seguida, Miley quebra o seu dente. Oliver tenta ser um vegetariano para impressionar Joanie, mas ainda é obcecado com carne. Rico tenta deixá-lo louco, vendendo carne em sua barraca. Participações especiais: Shelley Berman ("Boston Legal") como Dr. Froman, Michael McDonald ("MADtv") como Chef Duncan Keats e Hayley Chase como Joannie e Angela Malhotra Referência mencionada: Ashley Tisdale Nota: Neste episódio, Miley diz que logo logo vai dirigir, mas no episódio anterior ela já dirigia! Neste epísodio ela pergunta sobre Ashley Tisdale, se ela vai no programa de comida famosa |                                                                                              |                                                                    |                 |                                 |
| 59 (4) | "Você Nunca Me Dá Meu Dinheiro" "You Never Give Me My Money"                                 | 23 de Novembro de 2008 8 de Abril de 2009                          | 305             | 4.6                             |
| Miley fica animada quando pede a seu pai um aumento na mesada e ele dá a ela 5.000 dólares em dinheiro, e ainda deixa Hannah abrir sua própria conta bancária. Devido a lição anterior, que teve graças a sua obsessiva vontade de gastar quando teve um cartão de crédito, ela se auto-controla e não compra nada. Para certificar-se de que não irá comprar nada, ela dá sua carteira a Lilly. Quando Miley vê uma maquiagem da qual ela realmente gosta, ela vai a loucura e tenta gastar o dinheiro que seu pai lhe deu, porém, Lilly consegue pará-la. Enquanto isso, Jackson perde seu celular e Robby Ray sabe onde está, mas não conta a ele, para fazer com que ele tenha mais responsabilidade. Participação especial: Rizwan Manji como Ajay Co-participação: Claudia Choi como Mãe e Haley Tju como Garota Canção da Hannah apresentada: "Supergirl" Nota: Neste espisódio, Lilly diz a Miley que ela fez um filme, mas não tem dinheiro para ver um no cinema. Só que, na verdade, Miley faz o teste para o filme citado por Lilly apenas no 7º episódio da temporada, e Hannah grava o filme apenas no 13º episódio |                                                                                              |                                                                    |                 |                                 |
| 60 (5) | "Me Matando Aos Poucos Com a Altura Dele" "Killing Me Softly with His Height"                | 14 de Dezembro de 2008 19 de Novembro de 2009                      | 306             | 3.8                             |
| Enquanto faz compras de Natal no shopping Miley conhece Connor, um garoto fofo que é consideravelmente mais baixo que ela. Mesmo sabendo disso, ela aceita se encontrar com ele. No encontro, Miley não consegue beijá-lo devido sua altura, o que acaba fazendo ela se sentir mal e determinada a ter uma segunda chance com ele. Enquanto isso, Jackson e Robby Ray se desdobram para satisfazer seu vizinho, o Sr. Dontzig, em troca de uma carta de recomendação para ajudar Jackson a entrar na faculdade que ele sonha. Ausente: Moises Arias como Rico Participações especiais: Lisa Rinna como Francesca, Ryan Pinkston como Conner, Peter Allen Vogt como Sr. Dontzig e Paul Vogt como Donna Canções da Hannah apresentadas: "If We Were a Movie" e "Let's Get Crazy" |                                                                                              |                                                                    |                 |                                 |
| 61(6) | "Eu Deveria Mentir Para Você, Lilly?" "Would I Lie to You, Lilly?"                           | 11 de Janeiro de 2009 15 de Abril de 2009                          | 308             | 3.7                             |
| Um passeio da escola vai acontecer e Lilly não tem dinheiro suficiente para ir, porém, não quer que Miley dê dinheiro a ela. Então, Lilly organiza uma venda de objetos usados para levantar o dinheiro para o passeio para Washington, D.C., e Miley faz um homem comprar o boné de Lilly por 1.000 dólares. Em um passeio de trem, Miley vê o velho boné que o homem tinha comprado e Lilly percebe que Miley a ajudou, mesmo que ela não quisesse. Miley e Lilly fazem as pazes quando estão na frente da imprensa para o presidente, com Miley dizendo que Lilly é mais uma irmã do que sua melhor amiga. Elas brigam, porém logo fazem as pazes. Enquanto isso, Rico contrata Sarah para trabalhar no Rico's com a intenção de irritar Jackson, mas acaba se arrependendo assim que ela tenta transformar seu estabelecimento em um local "ecologicamente correto". Ausente: Billy Ray Cyrus como Robby Ray Participação especial: Ed Begley, Jr. como Pai de Sarah, Greg Baker como Sr. Corelli e Morgan York como Sarah Notas: Nesse episódio, Lilly diz que gostaria de ter um irmão, porém em "Miley Get Your Gum", da 1ª temporada, ela diz: "Você pode aprender a amar ele como eu fiz com o hamster do meu irmão" O cenário do corredor e da sala de imprensa de "Cory na Casa Branca" foram usados nesse episódio Esse é o primeiro episódio em que Billy Ray Cyrus está ausente |                                                                                              |                                                                    |                 |                                 |
| 62 (7) | "Você Tem Que Perder Esse Emprego" "You Gotta Lose This Job"                                 | 16 de Fevereiro de 2009 22 de Abril de 2009                        | 307             | 4.4                             |
| Oliver fica chateado quando sua banda falha em um teste para tocar no baile da escola, e para piorar tudo, Hannah ganha um papel em um novo filme, fazendo Oliver se sentir ainda mais decepcionado. Oliver evita Miley por um tempo, porque ela sempre consegue tudo que quer e ele não. Miley compreende Oliver e decide estragar sua audição no filme com o diretor, Rob Reiner, sendo uma diva total, mas seu plano dá errado, pois Rob fica impressionado com Hannah. Então ela joga gelo em Rob, fazendo assim com que ela perca o papel no filme. Lilly leva Oliver a casa de Miley depois dela contar que a amiga desistiu do papel pela sua amizade, e então, eles voltam a ser amigos. Enquanto isso, Jackson compra um boneco e Rico o destrói, então, ele o usa como boneco em uma festa de aniversario. Participação super especial: Rob Reiner como ele mesmo Participações especiais: Fred Stoller como Howard Goldwasser, Jack Merrill como Sr. Meadows e Lucky Davis como Douggie Canção de Mitchel Musso apresentada: "Let's Make This Last 4Ever" |                                                                                              |                                                                    |                 |                                 |
| 63 (8) | "Bem-Vinda a Confusão" "Welcome to the Bungle"                                               | 1 de Março de 2009 29 de Abril de 2009                             | 309             | 4.1                             |
| Hannah diz que não gosta de cenouras no programa "Mack e Mickey", e isso faz com que todos os seus fãs parem de comer cenoura. Para corrigir o problema, ela retorna ao programa e diz que gosta de cenoura, porém, acaba tornando as coisas piores, ao dizer que não gosta de ler e que espera que seja feito um filme do livro que estava lendo. Isso resulta em crianças por todo o mundo fazendo a mesma coisa. Robby Ray diz que ela deve voltar ao progama e corrigir outra vez o problema, mas ela fica com medo de se meter em outra confusão. Participações especiais: Terry Rhoads como Mack, Leigh-Allyn Baker como Mickey, Lisa Arch como Lisa, China Anne McClain como Isabel, Roxanne Beckford como Clementine, Sierra McCormick como Gillian e Alana Gordillo como Maggy Canção da Hannah apresentada: "Supergirl" Notas: Quando Lilly atende os jornalistas para dizer a eles que deixem Hannah sozinha, ela acidentalmente diz "Deixem a Britney Sozinha!". Então, Miley a corrige e ela diz "Deixem a Hannah Sozinha!". Esta é uma paródia de um famoso vídeo de Chris Crocker divulgado no YouTube, chamado "LEAVE BRITNEY ALONE!", que em português quer dizer "DEIXEM A BRITNEY SOZINHA!" Este episódio faz uma referência a canção "East Northumberland High" de Miley Cyrus, quando Miley menciona a "East Northumberland Elementary School" falando sobre seus "distúrbios" com as cenouras, enquanto ela e Lilly assistem TV Leigh-Allyn Baker, que interpreta uma personagem chamada Amy Duncan em outro seriado do Disney Channel, chamado "Good Luck Charlie", acaba aparecendo neste episódio com uma personagem também grávida, assim com Amy, da outra série, que dá à luz ao personagem principal, Charlie. |                                                                                              |                                                                    |                 |                                 |
| 64 (9) | "Papai Tem Um Admirável Amigo Novo" "Papa's Got a Brand New Friend"                          | 8 de Março de 2009 6 de Maio de 2009                               | 310             | 4.2                             |
| Hannah e seus dançarinos contratam um novo coreógrafo, Shawn Nahnah, após a sua regular coreógrafa ficar lesionada. Quando Shawn mostra quem realmente é Hannah tenta machucá-lo, porém, ela descobre que ele se tornou amigo de seu pai e que ele também salvou sua vida. Enquanto isso, Oliver recebe conselhos de Jackson sobre como fazer Joannie terminar com ele, tudo porque ela está matando-o de tanto treinar para um triatlo. Então, Oliver finge ser um alienígena, chamando até a "Nave-Mãe". Por fim, Joannie se cansa dos novos hábitos de Oliver e tenta romper com ele. Mas, antes que ela tenha a chance, ele se cansa de usar a fantasia de alien e termina com ela. Ausente: Moises Arias como Rico Participações especiais: Carrie Ann Inaba como Tina, Philip Anthony-Rodriguez como Shawn Nahnah e Hayley Chase como Joannie Canções da Hannah apresentadas: "Let's Do This" e "Supergirl" |                                                                                              |                                                                    |                 |                                 |
| 65 (10) | "Trapaceie-o" "Cheat It"                                                                     | 15 de Março de 2009 13 de Maio de 2009                             | 311             | 4.4                             |
| Fazendo um golpe publicitário, Hannah finge namorar com o cantor Austin Rain. Logo após, Miley descobre que Jackson está planejando colar em sua prova de história. Ela tenta convencê-lo de que colar é desonesto, porém, ele lembra a ela que Hannah está sendo desonesta ao fingir namorar Austin, que ela odeia. Então, Hannah rompe com Austin ao vivo na televisão, o que lhe permite tentar impedir novamente Jackson de colar. Enquanto isso, Robby Ray compra uma nova sauna, feita por uma empresa dirigida por Rico. O desconto não vem do jeito que ele esperava, porém, a sauna ainda se mostra útil quando Miley descobre que Jackson ainda tem a intenção de colar, e que ele tem as respostas do teste escritas por todo o seu corpo. Lilly decide então impedir Miley e Jackson de entrarem na sauna, já que isso faria Jackson suar e apagaria todas as respostas de seu corpo. Jackson finalmente percebe que estava estudando durante esse tempo todo, e percebe que já sabe as respostas do teste, desistindo então de colar. Ausente: Mitchel Musso como Oliver Participações especiais: Nancy O'Dell como ela mesma e Mark Hapka como Austin Rain Familiares: Mateo Arias (Irmão de Moises Arias) como um dos amigos de Rico Canções da Hannah apresentadas: "Us Isn't Us Without You" e "Supergirl" |                                                                                              |                                                                    |                 |                                 |
| 66 (11) | "Bate, Bate, Batendo na Cabeça do Jackson" "Knock Knock Knockin' on Jackson's Head"          | 22 de Março de 2009 7 de Junho de 2009                             | 312             | 4.5                             |
| Miley e Jackson discutem e ela acaba fazendo ele bater a cabeça, o que o faz ficar com uma amnésia temporária. Ela vê isso como uma oportunidade para tentar mudar o comportamento do irmão e fazê-lo ser mais legal com ela, dizendo a ele que os dois sempre gostaram um do outro. Depois de um tempo, Jackson começa a se tornar super protetor em relação a Miley, e então, ela tenta fazer com que ele volte ao normal. No fim, Miley acaba descobrindo que Jackson estava a enganando e que ele tinha a ajuda do pai para isso, tudo para dar uma lição nela e fazê-la entender que ela ama o irmão do jeito que ele é. Enquanto isso, Lilly finge relutantemente ser a namorada de Rico, isso para ele ajudá-la em algebra e ele mostrar que tem uma namorada para seu competitivo primo vindo da Austrália. Como o primo fazia a mesma coisa com outra garota, Lilly e essa garota descobrem que são boas uma com a matéria da outra, e decidem ajudar-se e deixar os primos brigando. Ausente: Mitchel Musso como Oliver Participação especial: Michelle DeFraites como Barbie Canção da Hannah apresentada: "Ice Cream Freeze (Let's Chill)" |                                                                                              |                                                                    |                 |                                 |
| 67 (12) | "Você Deu Um Mal Nome ao Seu Almoço" "You Give Lunch a Bad Name"                             | 29 de Março de 2009 20 de Maio de 2009                             | 314             | 3.4                             |
| Robby Ray deixa Miley e Jackson sozinhos quando ele viaja para uma reunião com sua banda. Justamente quando Miley e Jackson acham que vão sair e se divirtir, Mamaw chega para cuidar deles. Infelizmente para ambos, ela cuida deles exageradamente, chegando ao ponto de fazê-los irem para a escola com lancheiras de criança ao invés de mochilas. Tudo piora quando ela começa a trabalhar na cantina da escola. Tentando não ferir os sentimentos de sua avó, eles planejam mandar um "inspetor de saúde" para inspecionar o refeitório. Ausente: Billy Ray Cyrus como Robby Ray Participação super especial: Vicki Lawrence como Mamaw Participação especial: Steve Vinovich como Diretor Weebie Nota: Este episódio faz referência a "East Northumberland High", canção de Miley Cyrus O nome deste episódio é uma paródia da música "You Give Love a Bad Name" da banda estadunidense Bon Jovi |                                                                                              |                                                                    |                 |                                 |
| 68 (13) | "O Que Eu Não Gosto Sobre Vocês" "What I Don't Like About You"                               | 19 de Abril de 2009 27 de Maio de 2009                             | 315             | 4.8                             |
| Depois de gravar seu novo filme, "Indiana Joannie", Miley vai para casa e por lá vê Lilly e Oliver se beijando, o que a leva a deduzir que eles estão namorando escondido dela. Eles dizem não sentir remorso por esconder isso de Miley já que ela escondia o seu segredo deles no início, porém, ela acaba contando que já sabe do segredo deles e que não se importa. Logo após eles discutem, tudo porque não chegam a um acordo sobre qual banda estava tocando no dia em que tiveram o primeiro encontro. Miley, então, é forçada por ambos os amigos a escolher um lado. Para resolver isso, ela arma um plano para fazer os dois reatarem. Enquanto isso, Jackson planeja mentir para um recruta de Santa Bárbara para poder ingressar. Robby tenta convence-lo a não fazer isso, mas não consegue. Robby tenta convence-lo de várias formas, até conseguir e resolver tudo. Ausente: Moises Arias como Rico Participações especiais: Cheryl Hines como Catherine York e Teo Olivares como Max |                                                                                              |                                                                    |                 |                                 |
| 69 (14) | "Baile de Primavera" "Promma Mia"                                                            | 3 de Maio de 2009 3 de Junho de 2009                               | 320             | 4.5                             |
| Miley concorda em ir ao baile com o nerd da escola, Aaron, pois ninguém quer ir com ele. Porém, ela o abandona para cantar um dueto com David Archuleta. Depois de se sentir culpada, ela percebe que já tinha prometido estar no baile com Aaron e decide cumprir com seu compromisso. Enquanto isso, Robby ajuda Jackson a entender porque a faculdade é tão importante, tentando persuadi-lo a ir, fazendo com que ele perceba como seria sua vida sem ir para lá. Aparição super especial: David Archuleta Participações especiais: Susan Ruttan como Vóvó, Chris Zylka como Gabe e Nate Hartley como Aaron Canção da Hannah apresentada: "I Wanna Know You", com participação especial de David Archuleta |                                                                                              |                                                                    |                 |                                 |
| 70 (15) | "Uma, Duas, Três Vezes com Medo" "Once, Twice, Three Times Afraidy"                          | 17 de Maio de 2009 10 de Novembro de 2009                          | 317             | 3.4                             |
| Lilly e Oliver tentam convencer Miley de que ela precisa de um namorado. Então Miley contrata Adam para ser seu namorado, que acaba furando e mandando no lugar um mala chamado Ralphie. Enquanto isso, Rico acidentalmente machuca Jackson e por isso tenta ser bom com ele. Ausente: Billy Ray Cyrus como Robby Ray Participações especiais: Teo Olivares como Max, Romi Dames como Traci Van Horn, Simon Curtis como Tim, Phil Daddario como Ralphie e Diego Torres como Adam Mencionados: Robert Pattinson |                                                                                              |                                                                    |                 |                                 |
| 71(16) | "Jake... Um Outro Pedacinho do Meu Coração" "Jake... Another Little Piece of My Heart"       | 7 de Junho de 2009 8 de Agosto de 2009                             | 304             | 4.1                             |
| Depois de um show, Hannah encontra Traci em Las Vegas e fica chocada ao saber que ela tem planos de se casar com Jake. Miley, Lilly e Robby tentam dizer que eles são muito jovens para casarem, mas eles dizem que não vão desistir e vão seguir em frente. Horrorizada, Miley tenta arruinar o casamento, mas percebe que tudo era mentira, que foi apenas uma piada para a série de TV "Te Enganamos". No Final, Hannah beija Jake para provar que não sente nada por ele, porém, isso acaba se tornando um erro, pois os dois acabam gostando. Enquanto isso, Jackson está tendo um encontro com uma garota em sua casa, até Rico chegar e estregar tudo. Ausente: Mitchel Musso como Oliver Oken Participações especiais: Cody Linley como Jake Ryan, Romi Dames como Traci Van Horn, Katerina Graham como Allison, Michael Cornacchia como Cupido, Brian Nolan como Apresentador do "Te Enganamos", Jill Basey como Senhora, Emily Rossell como Mãe, G. Hannelius como Garotinha, Bailey Gossett como Bailey, Robert Ochoa como Garoto #1 e Buddy Handleson como Garoto #2 Canção da Hannah apresentada: "Let's Do This" Nota: Neste episódio, Miley só aparece como Hannah, sem tirar a peruca em nenhum momento do episódio. Este episódio também alcançou a posição #1 de downloads digitais no "iTunes Top 100 Episodes", batendo as séries do Disney Channel como "Zack & Cody: Gêmeos a Bordo" e "Os Feiticeiros de Waverly Place" |                                                                                              |                                                                    |                 |                                 |
| 72 (17) | "Miley Feriu os Sentimentos da Estrela do Rádio" "Miley Hurt the Feelings of the Radio Star" | 14 de Junho de 2009 24 de Junho de 2009                            | 313             | 3.5                             |
| Oliver realiza seu sonho quando consegue uma vaga em uma estação de rádio como estagiário, com o DJ Gary Green. Mas quando o Dj some do nada, Oliver fica sozinho na Rádio Kteen. Então, Lilly e Miley fazem "Pedra, Papel e Tesoura" para ver quem vai ajudá-lo. Miley perde, então ela começa a ajudá-lo a receber chamadas de pessoas que precisam de conselhos amorosos. Mas, quando eles se tornam um sucesso noturno, Oliver pede que Miley fique durante todo o tempo. Ela concorda e começa a ter problemas para conciliar sua vida na rádio e sua vida como Hannah. Enquanto isso, Jackson ajuda Rico a não perder o Rico's, já que seu pai quer vendê-lo. Participações especiais: Ernie D (DJ da Radio Disney) como Gary Green e Jeff Clarke como Técnico do Som Canções da Hannah apresentadas: "Let's Do This" e "Supergirl" |                                                                                              |                                                                    |                 |                                 |
| 73 (18) | "Ele Pode Ser O Cara" "He Could Be The One"                                                  | 5 de Julho de 2009 7 de Novembro de 2009                           | 326/327         | 7.9                             |
| Miley tenta várias vezes mas não consegue dizer a seu pai que está namorando Jake novamente. Logo, ele fica desconfiado de que ela está escondendo alguma coisa dele. Para esconder o namoro de seu pai, ela finge estar namorando com o bad boy de sua banda, Jesse, porém começa a sentir algo mais forte por ele e tem que tomar uma decisão: Quem poderia ser "O Cara"?. No fim, ela escolhe Jake, e acaba convencendo Robby de que fez uma boa escolha. Participação super especial: Brooke Shields como Susan Stewart, mãe de Miley e Jackson Participações especiais: Cody Linley como Jake Ryan, Drew Roy como Jesse e Malese Jow como Rachel Canções da Hannah apresentadas: "He Could Be the One", "The Best of Both Worlds, "Let's Do This" e "Don't Wanna Be Torn" Nota: Este é o primeiro especial estendido de "Hannah Montana", ou seja, o primeiro que tem 50 minutos, e não 22, como os outros Um final alternativo para ele pode ser encontrado no DVD "Miley Says Goodbye?", lançado em 2010 Neste episódio, Miley e Jake fazem 7 semanas de namoro, mas por exibição, eles tiham apenas um mês de namoro (4 semanas) Também nesse episódio, quem apresenta o episódio, é Jason Earles e Moises Arias, eles não interpretam Jackson e Rico, eles interpretam apresentadores do episódio. |                                                                                              |                                                                    |                 |                                 |
| 74 (19) | "Super (sticiosa) Garota" "Super (stitious) Girl"                                            | 17 de Julho de 2009 12 de Fevereiro de 2010                        | 316             | 10.6                            |
| Hannah viaja no cruzeiro S.S. Tipton para fazer um show, mas, ela perde o colar que ganhou de sua mãe dentro da cabine onde ela e Lilly estavam. Com medo de não conseguir realizar o show e de que tudo dê errado, Hannah cancela a apresentação. Então, ela descobre que London Tipton, dona do navio, achou o colar. Ela tenta recuperá-lo e London não quer devolver. As duas brigam pelo colar e ele cai na água. No fim, Miley percebe que nunca vai perder a mãe, e que o objeto não vai significar mais para ela do que o amor que ela sente pela mãe. Ela faz o show e tudo dá certo. Enquanto isso, Jackson fica sozinho em casa e recebe uma caixa com algo que Robby Ray comprou. Curioso, Jackson chama Rico e Oliver para abrir o pacote e eles acabam se dando mal. Participações especiais: Dylan Sprouse como Zack Martin, Cole Sprouse como Cody Martin, Brenda Song como London Tipton, Debby Ryan como Bailey Picket e Phill Lewis como Sr. Moseby Canção da Hannah apresentada: "It's All Right Here" Nota: Esta é a última parte do especial que cruzou as séries "Wizards of Waverly Place", "The Suite Life on Deck" e "Hannah Montana" Nessa "cruzada", os personagens de "Hannah Montana" não aparecem no episódio de "Wizards of Waverly Place", Cast Away (to Another Show), e os de "Wizards of Waverly Place" não aparecem nesse episódio |                                                                                              |                                                                    |                 |                                 |
| 75 (20) | "Eu Honestamente Amo Você (Não, Não é Você)" "I Honestly Love You (No, Not You)"             | 29 de Julho de 2009 9 de Novembro de 2009                          | 318             | 3.9                             |
| Depois de um acidente de ski no Colorado, Miley vai parar no hospital e enquanto está inconsiente ou Oliver dizer "Eu te amo" para ela. Ela decide manter isso em segredo, mas quando Lilly confessa a ela que vai declarar seu amor a Oliver, Miley conta tudo a ela. Ela planeja "voltar" para Oliver fazendo Lilly beijar outro garoto, mas ele interrompe o beijo e diz que ama Lilly. Mas tarde, ele diz que estava apenas praticando como ia dizer "Eu te amo" para Lilly. Ausente: Moises Arias como Rico Canção da Hannah apresentada: "Nobody's Perfect" Nota: Miley faz uma referência ao filme E se fosse verdade…. No entanto, ao invés de dizer que Reese Witherspoon e Mark Ruffalo são os protagonistas do filme, ela diz que Kate Hudson e Ashton Kutcher são os protagonistas |                                                                                              |                                                                    |                 |                                 |
| 76 (21) | "Por (Dar) Um Pedido de Desculpas" "For (Give) a Little Bit"                                 | 9 de Agosto de 2009 16 de Novembro de 2009                         | 319             | 3.3                             |
| Miley acidentalmente revela um segredo embaraçoso de Jackson durante uma entrevista de rádio ao vivo, e para compensar isso, o leva a uma festa legal. Quando um segredo embaraçoso dela é revelado, ela acusa Jackson de ter feito isso e propositalmente constrange-o na frente de sua paquera. Enquanto isso, Rico pede ajuda a Robby Ray. Ele quer que Robby lhe ajude a aprender passos de country para conquistar uma garota. Ausente: Mitchel Musso como Oliver Participações especiais: Romi Dames como Traci Van Horn e Diego Torres como Adam Nota: Nesse episódio, Lilly é vista apenas como Lola |                                                                                              |                                                                    |                 |                                 |
| 77 (22) | "M-M-M-Mal Para o Cromo" "B-B-B-Bad to the Chrome"                                           | 23 de Agosto de 2009 17 de Novembro de 2009                        | 322             | 4.0                             |
| Nona vem visitar os Stewart novamente, porém, seu carro velho causa muitos transtornos à Miley e Jackson, fazendo com que Robby compre outro carro para ela. Mas, quando Nona descobre que seu carro antigo foi vendido para o ferro velho, começa a ignorar a família. Então, Miley e Robby vão ao ferro velho tentar comprar o carro outra vez, porém, descobrem que ele foi destruído. Por isso, Miley tem a ideia de encontrar um carro do mesmo modelo e decorá-lo como o antigo carro de Nona. Ela descobre, mas os perdoa e fica com o novo carro. Enquanto isso, Lilly e Oliver brigam porque Oliver esqueceu o "aniversário de 100 dias" de namoro com ela, o que prejudica o Rico's. Participação super especial: Vicki Lawrence como Nona Participação especial: Troy Evans como Jerry Co-participação: Jules Williams como Mecânico Nota: Oliver trabalha no Rico's nesse episódio. |                                                                                              |                                                                    |                 |                                 |
| 78 (23) | "Nervosa (Oliver Está Bem)" "Uptight (Oliver's Alright)"                                     | 20 de Setembro de 2009 10 de Abril de 2010 (exibido na Rede Globo) | 223             | 5.0                             |
| Miley e Lilly descobrem que Oliver tem diabetes e tentam protege-lo, fazendo com que ele não coma alimentos impróprios para a saúde durante a festa de dezesseis anos de Traci. Enquanto isso, Jackson está namorando com uma garota inteligente que o ajuda a tirar boas notas. Mas, a garota quer terminar com ele, e não sabe como fazer isso. Então, Robby tenta proteger o filho e impedir que isso aconteça. Ausente: Moises Arias como Rico Participações especiais: Rebecca Creskoff como a enfermeira da escola, Shanica Knowles como Amber Addison, Anna Maria Perez de Taglé como Ashley Dewitt e Romi Dames como Traci Van Horn Notas: Este é um episódio regravado da 2ª temporada da série, que teve alguns trechos reescritos e adaptados para irem ao ar. O episódio foi gravado inicialmente como o último da 2ª temporada, mas foi censurado e teve sua exibição cancelada nos Estados Unidos. Ele trata da diabetes tipo 1, e por isso foi censurado. Apesar de ter ido, nem na 2ª e nem na 3ª temporada ele está presente nos DVDs. No Brasil e em Portugal, a versão original foi ao ar na 2ª temporada e no canal Disney Channel. A versão desta temporada foi ao ar apenas na Rede Globo, sendo o episódio de estreia da temporada no canal. |                                                                                              |                                                                    |                 |                                 |
| 79 (24) | "Julgue-me Concurso" "Judge Me Tender"                                                       | 18 de Outubro de 2009 12 de Novembro de 2009                       | 323             | 5.7                             |
| Oliver faz audições para o reality show "America's Top Talent", no qual Hannah é uma jurada. Seu desempenho é excelente e ele se torna um sucesso, mas a atenção que ele recebe o leva a "esquecer" Lilly. Lilly pede a Miley para dar a ele uma crítica negativa após sua performance na semi-final, com isso ele não iria para a próxima etapa e daria mais atenção a ela. Infelizmente para Lilly e Miley, sua atuação é tão boa que Miley fica dividida entre sua lealdade a Lilly e a honestidade na avaliação do desempenho de Oliver. Lilly dá permissão a Miley para dar a Oliver uma boa crítica. Depois do show, Miley fala de Lilly para Oliver e ele se desculpa com ela. Enquanto isso, Robby pune Jackson, fazendo-o limpar o sótão, depois que recebe uma multa de trânsito. Quando chega um outro bilhete, Robby abre, pronto para punir Jackson, quando ele descobre que foi ele quem acendeu a luz vermelha. Ausente: Moises Arias como Rico Aparição super especial: Kara Dioguardi como ela mesma Participações especiais: Charles Shaughnessy como Byron e John Henton como Andy Canções da Hannah apresentadas: "Let's Do This", "Let's Get Crazy" e "Rock Star" Canção de Mitchel Musso apresentada: "Welcome to Hollywood" Referências: America's Top Talent (America's Got Talent e American Idol), Byron (Simon Cowell) e Andy (Randy Jackson) Notas: Neste episódio, Oliver é visto com goma de mascar, mas no 2º episódio da 1ª temporada, "Miley Get Your Gum", é mostrado que ele odeia e tem medo de chicletes Na parte em que Miley e Lilly estão conversando na escola, um cartaz onde está escrito "Formatura" pode ser visto. Esta é uma referência a um episódio passado da temporada, "Promma Mia" Jackson já não trabalha mais no Rico's O cara no final do episódio é Bucky Kentucky, um personagem que Jason Earles (Jackson) interpretou na sequência de um sonho de Miley em "I am Hannah Hear Me Croak" Nesse episódio, a peruca de Hannah está cumprida e lisa |                                                                                              |                                                                    |                 |                                 |
| 80 (25) | "Não Posso Chegar em Casa por Você, Garota" "Can't Get Home to You Girl"                     | 8 de Novembro de 2009 15 de Novembro de 2009                       | 324             | 4.2                             |
| Durante o aniversário de Lilly, Miley viaja para ir fazer um show como Hannah em uma feira country. Ela tenta pegar um vôo de volta a Malibu mas não consegue, então, ela tenta de várias formas voltar para casa e comemorar o aniversário da amiga. Ela não consegue chegar a tempo. Enquanto Lilly espera, ela tenta ter contato com Jackson mas ele a ignora. Ele vai a um jogo dos Lakers com Rico e ela vai junto. Quando Miley chega, a amiga não está em casa e ao chegar, diz que se divertiu muito no aniversário. Ausente: Mitchel Musso como Oliver Participações especiais: Mary Scheer como Norma e Clint Clup como Dewey Co-participações: Eddie Diaz como Nester e Dana Daurey como Veronica Notas: Este episódio fez parte da "Noite de Estreias" do Disney Channel em Novembro de 2009 Neste episódio Lilly está completando 17 anos, porém em "Hannah Montana: The Movie", que estreou apenas sete meses antes dele, ela completou 16 anos |                                                                                              |                                                                    |                 |                                 |
| 81 (26) | "Venha Falhar" "Come Fail Away"                                                              | 6 de Dezembro de 2009 16 de Abril de 2010                          | 325             | 3.9                             |
| Miley está tentando fazer uma audição para dublar o papel principal de um pato dos desenhos animados como Hannah, mas não sabe como causar uma boa impressão, e por isso ela pede ajuda a Kyle, um ator profissional em dublagem. Enquanto isso, Rico tenta fazer com que o Rico's se torne um restaurante chique. Ausente: Mitchel Musso como Oliver Participações especiais: P.J. Byrne como Baz B. Berkley, Lucas Cruikshank como Kyle McIntyre, Kelli Goss como Chelsea, Ayesha Alexander como Andrea e Steve Vinovich como Diretor Weebie Referências: Jolt ("Bolt"), Over the Ledge (Os Sem-Floresta), Twitter, Your Face, My Face ("Facebook", "MySpace") e a canção "Come Sail Away" |                                                                                              |                                                                    |                 |                                 |
| 82 (27) | "Tenho Que Tirá-la da Minha Casa" "Got to Get Her Out of My House"                           | 10 de Janeiro de 2010 10 de Fevereiro de 2010                      | 321             | 3.9                             |
| Lilly e Oliver querem comprar um carro, então, eles tentam conseguir um emprego. Miley se sente culpada por acidentalmente fazer Lilly ser demitida de seu emprego. Então, em uma conversa sobre o quarto do Jackson e sobre o novo faxineiro que se demitiu por causa do quarto do Jackson, Lilly se torna uma empregada na casa dos Stewart. Suas técnicas de limpeza na casa dos Stewarts são impecáveis (até demais), então, Miley e Jackson elaboram um plano para conseguir fazer com que Lilly volte ao antigo emprego. Enquanto isso, Oliver consegue um emprego no Rico's e faz Rico ficar louco com sua alegria. Participações especiais: Lee Reherman como Chel e Sterling Sulieman como Dwight |                                                                                              |                                                                    |                 |                                 |
| 83 (28) | "A Roda Perto da Minha Cama (Continua Rodando)" "The Wheel Near My Bed (Keeps on Turnin')"   | 21 de Fevereiro de 2010 16 de Abril de 2010                        | 328             | 4.5                             |
| A mãe de Lilly consegue um emprego, porém, ela terá que se mudar para Atlanta, junto com a filha. Lilly não quer ficar longe de Miley e Oliver, então, ela recebe um convite de Miley para ir morar na casa dos Stewarts. Lilly se muda, porém, começa a tomar todo o espaço de Miley no quarto e tornar a vida dela um inferno. Quando Miley vai desabafar tudo com o pai e Lilly ouve, elas brigam e Lilly se muda para a casa do seu pai. Então, as duas tem uma conversa e Lilly volta a morar com os Stewarts. Participação super especial: Jon Cryer como Pai de Lilly, Kenneth Truscott |                                                                                              |                                                                    |                 |                                 |
| 84 (29) | "Miley Diz Adeus?: Parte 1" "Miley Says Goodbye?: Part 1"                                    | 7 de Março de 2010 18 de Abril de 2010                             | 329             | 7.0                             |
| Miley sonha com Blue Jeans e decide traze-lo para Malibu, ficando muito feliz. Por falta de segurança, Blue Jeans foge e ela tem que manda-lo de volta. Ela sente vontade de voltar junto com ele para o Tennessee, fazendo Lily e Oliver sofrerem muito. Enquanto isso, Jackson vai morar em um apartamento e acaba arrumando muitas confusões. Participação super especial: David Koechner como Tio Earl |                                                                                              |                                                                    |                 |                                 |
| 85 (30) | "Miley Diz Adeus?: Parte 2" "Miley Says Goodbye?: Part 2"                                    | 14 de Março de 2010 18 de Abril de 2010                            | 330             | 7.6                             |
| Jackson não vai muito bem no novo apartamento, e enquanto isso, Miley e Robby vão visitar o novo rancho. Então, Robby surpreende Miley quando diz a ela que comprou um rancho ali mesmo em Malibu, e que eles farão uma mudança. Oliver viaja com sua banda e Lilly se muda junto com os Stewarts. Participação especial: Jesse John Head como Trent Stone Canção da Hannah apresentada: "Mixed Up" e "Every Part of Me" Nota: Esta parte do episódio esteve disponível pela primeira vez no DVD Miley Says Goodbye?, lançado no dia 9 de março de 2010 Este é o último episódio de Mitchel Musso (Oliver Oken) como parte do elenco principal. |                                                                                              |                                                                    |                 |                                 |